# Consejo Legislativo del Estado Sucre
El Consejo Legislativo del Estado Sucre es la representación del Poder Legislativo de ese Estado Federal Venezolano.
El concejo es unicameral y está compuesto por once (11) diputados o legisladores regionales que son electos cada 4 años, bajo un sistema mixto de representación, por un lado se eligen un grupo de diputados por lista bajo el método D'Hont a nivel estatal y por otro lado se eligen por voto directo candidatos nominales por circunscripción definida, pudiendo ser reelegidos para nuevos períodos consecutivos, y con la posibilidad de ser revocados a la mitad de su período constitucional.

## Sede
El Palacio Legislativo del Estado Sucre y sede de las sesiones del consejo se encuentra en la Avenida Gomez Rubio de la ciudad de Cumaná, capital del Estado.

## Funciones
La Cámara elige de su seno, una Junta Directiva integrada por un Presidente y un Vicepresidente, adicionalmente se elige a un Secretario fuera de su seno. Al igual que en la Asamblea Nacional, el Parlamento regional conforma Comisiones permanentes de trabajo que se encargan de analizar los diferentes asuntos que las comunidades plantean, ejerciendo la vigilancia de la administración del Estado con el auxilio de la Contraloría General del Estado, así como la discusión y aprobación de los presupuestos de la cámara y del poder ejecutivo.
Las funciones de los consejos legislativos regionales de Venezuela se detallan en la Ley Orgánica de los Consejos Legislativos de los Estados publicada en Gaceta Oficial de la República Bolivariana de Venezuela del 13 de septiembre de 2001

## Composición de la VI Legislatura (2025-2029) - Actual
En las Elecciones Regionales de 2025 el Gran Polo Patriótico logra alcanzar la mayoría del poder legislativo con siete (7) de los once (11) legisladores.
| Alianza / Grupo Parlamentario | Alianza / Grupo Parlamentario      | Partido Político | Partido Político      | Diputado                   | Cargo en el Consejo Legislativo |
| ----------------------------- | ---------------------------------- | ---------------- | --------------------- | -------------------------- | ------------------------------- |
|                               | Gran Polo Patriótico Simón Bolívar |                  |                       | Jusmary Mendoza            | Presidenta del Consejo          |
|                               | Gran Polo Patriótico Simón Bolívar |                  | Luis Salazar          | Vicepresidente del Consejo |                                 |
|                               | Gran Polo Patriótico Simón Bolívar |                  | Luis Dimas            | Diputado                   |                                 |
|                               | Gran Polo Patriótico Simón Bolívar |                  | Conrrado González     | Diputado                   |                                 |
|                               | Gran Polo Patriótico Simón Bolívar |                  | Luis Bravo            | Diputado                   |                                 |
|                               | Gran Polo Patriótico Simón Bolívar |                  | Pablo Segura          | Diputado                   |                                 |
|                               | Gran Polo Patriótico Simón Bolívar |                  | Mary Benere           | Diputado                   |                                 |
|                               | Gran Polo Patriótico Simón Bolívar | Rep. Indígena    | Luis Guipe            | Diputado                   |                                 |
|                               | Movimiento al Socialismo           |                  |                       | Carlos López               | Diputado                        |
|                               | Movimiento al Socialismo           |                  | Miguel Vazquez        | Diputado                   |                                 |
|                               | Movimiento al Socialismo           |                  | José Antonio Martínez | Diputado                   |                                 |

## Legislaturas Previas

### I Legislatura (2000-2004)[2]
En las elecciones del 30 de julio de 2000, Acción Democrática se posiciona como la primera fuerza política del Consejo. Sin embargo, el Movimiento Quinta República, en alianza con el MAS, logra la mayoría de la Cámara.
| Alianza / Partido Político | Alianza / Partido Político | Diputados |
| -------------------------- | -------------------------- | --------- |
| Coordinadora Democrática   | Coordinadora Democrática   | 4         |
|                            | Acción Democrática         | 4         |
| Revolución Bolivariana     | Revolución Bolivariana     | 5         |
|                            | Movimiento V República     | 2         |
|                            | Movimiento al Socialismo   | 2         |
| CINSM                      | Rep. Indígena              | 1         |

### II Legislatura (2004-2008)[3]
Para las elecciones regionales de octubre de 2004, PODEMOS se posiciona como la primera fuerza política del estado obteniendo, en alianza con el Movimiento Quinta República (MVR), la mayoría de la Cámara.
| Alianza / Partido Político | Alianza / Partido Político | Diputados |
| -------------------------- | -------------------------- | --------- |
| Coordinadora Democrática   | Coordinadora Democrática   | 2         |
|                            | Acción Democrática         | 2         |
| Revolución Bolivariana     | Revolución Bolivariana     | 7         |
|                            | Movimiento V República     | 2         |
|                            | Podemos                    | 4         |
| CONIVE                     | Rep. Indígena              | 1         |

### III Legislatura (2008-2012)[4]
En las elecciones regionales realizadas el 23 de noviembre de 2008, el Partido Socialista Unido de Venezuela (ex MVR) en alianza con Podemos, CONIVE y UVE, logra la unanimidad de la Cámara, dejando a la oposición sin representación parlamentaria.
| Alianza / Partido Político | Alianza / Partido Político            | Diputados |
| -------------------------- | ------------------------------------- | --------- |
| Polo Patriótico            | Polo Patriótico                       | 9         |
|                            | Partido Socialista Unido de Venezuela | 3         |
|                            | Podemos                               | 1         |
|                            | UVE                                   | 4         |
| CONIVE                     | Rep. Indígena                         | 1         |

### IV Legislatura (2013-2017)[5]
En las elecciones regionales realizadas el 16 de diciembre de 2012, la MUD logra entrar a la Cámara con dos diputados, mientras el Gran Polo Patriótico (principalmente sustentada por el Partido Socialista Unido de Venezuela) logra obtener la mayoría absoluta de los diputados de la Cámara.
| Alianza / Partido Político    | Alianza / Partido Político            | Diputados |
| ----------------------------- | ------------------------------------- | --------- |
| Mesa de la Unidad Democrática | Mesa de la Unidad Democrática         | 2         |
|                               | Unidad                                | 2         |
| Polo Patriótico               | Polo Patriótico                       | 7         |
|                               | Partido Socialista Unido de Venezuela | 6         |
| CONIVE                        | Rep. Indígena                         | 1         |

### V Legislatura (2018-2021)[6]
Para esta legislatura se aumenta el número de diputados de la cámara de nueve (9) a once (11).
El Gran Polo Patriótico, en las elecciones de concejos legislativos realizada el 20 de mayo de 2018, logra ganar todos los curules de la cámara, explicado principalmente por la decisión de los principales partidos políticos, opositores al gobierno de Nicolás Maduro, de no participar en las elecciones.
| Alianza / Partido Político | Alianza / Partido Político            | Diputados |
| -------------------------- | ------------------------------------- | --------- |
| Gran Polo Patriótico       | Gran Polo Patriótico                  | 11        |
|                            | Partido Socialista Unido de Venezuela | 10        |
| CONIVE                     | Rep. Indígena                         | 1         |

### V Legislatura (2021-2025)
| Alianza / Partido Político | Alianza / Partido Político            | Diputados |
| -------------------------- | ------------------------------------- | --------- |
| Gran Polo Patriótico       | Gran Polo Patriótico                  | 11        |
|                            | Partido Socialista Unido de Venezuela | 7         |
|                            | MAS                                   | 3         |
| CONIVE                     | Rep. Indígena                         | 1         |